# Віктор Орлі
Віктор Орлі (фр. Victor Orly, справжнє ім'я: Геннадій Вікторович Гребньов, 20 лютого 1962, Кіровоград, СРСР) — сучасний французький художник, один із найяскравіших представників імпресіоністів нового покоління, президент культурно-мистецької асоціації «Capitale», член Академії мистецтв Гуангдонг Юехуа (м. Гуанчжоу, Китай).

## Творча біографія
Художник народився 1962 року в м. Кіровограді в СРСР. Закінчив Кіровоградську художню школу та Кіровоградський педагогічний інститут імені О. Пушкіна. З 2004 року живе і працює у Франції.
Малювати почав дуже рано. Перші картини на звороті двох домашніх портретів намалював у трирічному віці. У шкільні роки був автором і редактором сатиричних коміксів, які демонструвалися в міському кінотеатрі. У 16 років отримав головний приз на регіональному конкурсі політичного плакату.
Професійну діяльність як художника розпочав у 1993 році. У цей період створено кілька філософсько-символічних циклів. На роботах позначився вплив творчості основоположника російського символізму Михайла Врубеля та художника-філософа Миколи Реріха.
У середині 90-х років співпрацював з письменниками, видавцями, серед яких відомий літературознавець, професор Києво-Могилянської Академії Володимир Панченко та краєзнавець, професор КДПУ Леонід Куценко. У доробку художника — дизайн і художнє оформлення літературного часопису «Вежа» і ряду краєзнавчих і літературознавчих книг.
1996 року брав участь у конкурсі проєкту Великого Державного герба України.
Великий вплив на формування Геннадія Гребньова як професійного художника, вироблення його творчого почерку мав Сергій Шаповалов, Заслужений художник України, якого Геннадій Гребньов називає своїм головним учителем. Ментальними учителями вважає Клода Моне, Вінсента Ван-Гога і Пабло Пікассо.
У 2004 році переїжджає до Франції. З цього часу починає працювати під псевдонімом Віктора Орлі.
У Франції творчість художника отримала новий поштовх. За короткий період він створює ряд нових циклів робіт, веде активну виставкову діяльність. Бере участь у престижних мистецьких салонах у Франції, Канаді, Україні, Китаї. У 2013 році Академія мистецтв Гуангдонг Юехуа (м. Гуанчжоу, Китай) приймає Віктора Орлі у свої члени.
Віктор Орлі працює в різних жанрах живопису: натюрморт, пейзаж, романтичний та символічний фігуратив. Його роботи вирізняються сміливими творчими ідеями, тонкою стилізацією, поєднанням реального і фантастичного, яскравою колористикою.
Важливий елемент творчості художника — експеримент: на рівні композиції, кольору, техніки. Віктор Орлі виробив свій стиль, який базується на поєднанні елементів класичного, символічного й імпресіоністичного живопису. Художник працює на полотні маслом, використовує техніку роботи з мастихином. Для його стилю характерні оригінальні композиційні рішення, багата кольорова гама, неувиразнені деталі. Його мазок широкий і енергійний, часто масивний, але завжди легкий, напівпрозорий, наповнений емоціями і почуттями. За таку незвичайну манеру роботи з мастихином у Китаї Віктора Орлі порівнюють з майстром кунг-фу Лі Ксюнхуан.
Значна частина пейзажних робіт Віктора Орлі присвячена темі води. У полі зору художника — море, річка, озеро, басейн, акваріум, дощ. Головні об'єкти: відкриті морські простори, затоки, порти, класичні і сучасні вітрильні човни, лотос, латаття, сонячні рефлекси і відображення. Головне завдання, яке ставить перед собою митець, — через густий і часто масивний мазок передати воді відчуття живої реальності, а рефлексам і відзеркаленням — вібрації.
Віктор Орлі працює також в інших видах образотворчого мистецтва. Він — автор декоративних панно, настінних розписів, керамічних виробів. Художник створив розписи українського ресторану «Корчма» (Марсель), здійснив реставрацію і розпис дзвіниці Діви Марії у храмі Святої Трійці (Марсель), виконав декоративні настінні розписи в приватних віллах Французької Рів'єри.
Провідним мотивом творів Віктора Орлі останніх років є мотив Провансу, де нині проживає художник. Його пейзажі, натюрморти, фігуративні роботи відображають велич первозданної провансальської природи і красу багатовікових людських творінь. За особливу увагу до цього краю, за тонке відчуття його неповторного духу у Франції Віктора Орлі називають почесним послом Провансу.
У 2008 році художник був запрошений Головою журі мистецького салону в Нанс-ле-Пен (Франція).
У рамках міжнародного заходу «Марсель — культурна столиця Європи 2013» художник реалізував творчий проєкт «Мій слід на землі», внаслідок якого було створено живописне полотно розміром 500 х 400 см.
Роботи Віктора Орлі знаходяться в колекціях музеїв: Музей Тараса Шевченка, Торонто, Канада
Кіровоградський обласний художній музей, Україна
Кіровоградський художньо-меморіальний музей ім. О. О. Осмьоркіна, Україна
Запорізький обласний художній музей, Україна
Музей духовної спадщини Лінг Нан, Шаван, Гуанчжоу, Китай
Академія мистецтв Гуангдонг Юехуа, Гуанчжоу, Китай
Художня академія Шантоу, Китай
Роботи художника знаходяться у приватних колекціях у Франції, Італії, Німеччині, Україні, Росії, Польщі, Нідерландах, Бельгії, Китаї, Канаді та США.
Серед колекціонерів робіт Віктора Орлі — багато знатних персон: відомих політиків, бізнесменів, артистів.

## Культурно-громадська діяльність
Художник виступав куратором персональних виставок художників Сергія Шаповалова та Андрія Ліпатова в київських галереях «Лада» і «Шедевр».
У 2005 році заснував культурно-мистецьку асоціацію «Capitale», президентом якої є дотепер. Робота асоціації спрямована на реалізацію міжнародних творчих проєктів. У 2006 році асоціація провела виставку французького художника-кераміста Сержа Мутальєра в галереї «Лада» (Київ, Україна). Протягом 2007—2013 років відбулося ряд спільних мистецьких акцій українських та французьких художників у Франції, Україні, Китаї.

## Нагороди
2013 — Медаль м. Марселя
2009 — Перший приз Салону м. Кастоллє, Франція
2007 — Гран-прі Салону м. Кастоллє, Франція
2006 — Золота медаль інтернаціонального салону «Нант — Фасад Атлантики», м. Нант, Франція
2005 — Перший приз салону «Царство Нептуна» м. Марселя
1978 — Гран-прі регіонального конкурсу політичного плакату, м. Кіровоград, Україна

## Виставкова діяльність
Персональні виставки:
2013
Галерея «La Maison Flotte», Санарі сюр Мер, Франція
«Pasion des couleurs», Мерія м. Марселя, Франція
Академія мистецтв Гуангдонг Юехуа, Гуанчжоу, Китай
Музей духовної спадщини Лінг Нан, Шаван, Гуанчжоу, Китай
2011
Постійне Представництво України при Раді Європи, Страсбург, Франція
Мерія м. Ле-Колле-де-Дез, Франція
2010
Мерія м. Марселя, Франція
Мерія м. Марселя 11-12 рр. Франція
2009
Резиденція архієпископа, Отен, Бургундія, Франція
Університет ім. Поля Сезана Екс-Марсель III, Франція
«Sous le soleil de Provence», Собор «Les Réformés», Марсель, Франція
2005
«Fête de mon Cœur», Собор «Les Réformés», Марсель, Франція
2004
Галерея «Imagier», Марсель, Франція
Колективні виставки:
2013
Art Shenzhen 2013, Шеньчжень, Китай
The 18th Guangzhou International Art Fair, Гуанчжоу, Китай
Seventh Dongguan Calligraphy and painting Collection Fair, Дунгуань, Китай
Shanghai Art Fair 2013, Шанхай, Китай
Art Canton 2013, Кантон, Китай
Галерея « 1000 Art Zone», Гуанчжоу, Китай
The 3th Guangzhou Arts Trade Fair, Гуанчжоу, Китай
Виставка «Symphonie des couleurs», мерія м. Марселя, Франція
Fine Art Ukraine, Київ, Україна
2012
Shenzhen Art Fair 2012, Шеньчжень, Китай
Академія мистецтв Гуангдонг Юехуа, Гуанчжоу, Китай
17 Guangzhou International Art Salon, Гуанчжоу, Китай
Art Canton 2012, Гуанчжоу, Китай
Galleries Lafayette, Марсель, Франція
Палац мистецтв, Марсель, Франція
15 Beijing Art Expo 2012, Пекін, Китай
Виставка «La valse des capians», Бандоль, Франція
Art Shanghai, Шанхай, Китай
Toronto Art Expo, ТоронтоТоронто, Канада
Галерея Artcoeur, Сен-Поль-де-Ванс, Франція
2011
16 Guangzhou International Art Salon, Гуанчжоу, Китай
Art Canton 2011, Гуанчжоу, Китай
Консульство України в Марселі, Франція
Ярмарок сучасного мистецтва GMAC, Париж, Франція
Виставка «Route des Peintres», Сен-Ремі-де-Прованс, Франція
2010
Галерея «Принцеса Києва», Ніцца, Франція
«Carre V.I.P.», Шанхай, Китай
2009
Гран-прі образотворчого мистецтва м. Драгіньян, Франція
Гран-прі образотворчого мистецтва м. Ле Кастеллє, Франція
2008
Кіровоградський обласний художній музей, Україна
Гран-прі живопису Нан-Ле-Пен, Франція — Президент журі, почесний гість
Салон незалежних художників, Париж, Франція
23-ій Салон живопису і скульптури, Ле-Пенн-Мірабо, Франція
Салон «Femmes… je vous aime», Тулон, Франція
2007
Салон «Simon», Марсель, Франція
Гран-прі образотворчого мистецтва м. Драгіньян, Франція
Гран-прі образотворчого мистецтва м. Ле Кастеллє, Франція
Виставка «Les peintres du fantastique», Палац Фаро, Марсель, Франція
Виставка « Les petits formats de Carli», Марсель, Франція
10-ий Салон мистецтва м. Сен-Зашарі, Франція
22-ий Салон живопису і скульптури м. Ле-Пенн-Мірабо, Франція
2006
Салон Simon «La ville que j'aime», Марсель, Франція
Інтернаціональний салон м. Нанта, Франція
Мерія м. Марселя, Франція
Гран-прі образотворчого мистецтва м. Ле Кастеллє, Франція
Перший фестиваль «Le Tarot du Panier», Марсель, Франція
Галерея «Tuillier», Париж, Франція
Салон «Le Tarot», Марсель, Франція
2005
Гольф-клуб «La Valentine», Марсель, Франція
Мерія м. Сетем-ле-Валлон, Франція
Салон «Le Tarot», Марсель, Франція
Салон «Autour de la pêche», Марсель, Франція
2004
Виставка «Fêtes et Traditions», Марсель, Франція